# Roland Emmerich
Roland Emmerich (Stuttgart, Németország, 1955. november 10. –) német–amerikai filmrendező, forgatókönyvíró és producer.

## Élete és pályafutása
1977–1981 között Münchenben tanult filmrendezést. Vizsgafilmjét, mely a Noé bárkája elv címmel készült, a Berlini Nemzetközi Filmfesztiválon is bemutatták. 
Már Németországban angol nyelvű filmeket kezdett forgatni, ennek eredményeképpen 1992-ben az Amerikai Egyesült Államokba hívták. Első komolyabb sikerét a Csillagkapu forgatókönyvírójaként érte el. Ezt követte minden idők egyik legnagyobb bevételt hozó filmje, A függetlenség napja. Következő filmje, a Godzilla a nagy médiafigyelem ellenére nem igazán aratott sikert a nézők körében. Az amerikai függetlenségi háborút feldolgozó történelmi drámája, A hazafi után visszatért a látványos akciófilmekhez, és megrendezte a Holnapután című filmet.

## Magánélete
A homoszexualitását nyíltan vállaló Emmerich 2006-ban 150 ezer dollárt adományozott az Outfest meleg és leszbikus filmfesztiválnak, egy LMBT filmarchívum kialakítására.

## Filmográfia

### Film
| Év   | Magyar cím                        | Eredeti cím                            | Feladatkör | Feladatkör | Feladatkör |
| Év   | Magyar cím                        | Eredeti cím                            | Rendező    | Író        | Producer   |
| ---- | --------------------------------- | -------------------------------------- | ---------- | ---------- | ---------- |
| 1979 |                                   | Franzmann                              | Igen       | Igen       | Nem        |
| 1979 |                                   | Wilde Witwe (rövidfilm)                | Igen       | Nem        | Nem        |
| 1984 | A Noé bárkája-elv                 | The Noah's Ark Principle               | Igen       | Igen       | Koproducer |
| 1985 |                                   | Joey                                   | Igen       | Igen       | Koproducer |
| 1987 | Szellemhajsza                     | Hollywood-Monster                      | Igen       | Igen       | Igen       |
| 1990 | Űrkalózok                         | Moon 44                                | Igen       | Sztori     | Igen       |
| 1991 |                                   | Eye of the Storm                       | Nem        | Nem        | Vezető     |
| 1992 | Tökéletes katona                  | Universal Soldier                      | Igen       | Nem        | Nem        |
| 1994 | Csillagkapu                       | Stargate                               | Igen       | Igen       | Nem        |
| 1994 |                                   | 'The High Crusade                      | Nem        | Nem        | Igen       |
| 1996 | A függetlenség napja              | Independence Day                       | Igen       | Igen       | Vezető     |
| 1998 | Godzilla                          | Godzilla                               | Igen       | Igen       | Vezető     |
| 1999 | A 13. emelet                      | The Thirteenth Floor                   | Nem        | Nem        | Igen       |
| 2000 | A hazafi                          | The Patriot                            | Igen       | Nem        | Vezető     |
| 2002 | Mérges pókok                      | Eight Legged Freaks                    | Nem        | Nem        | Vezető     |
| 2004 | Holnapután                        | The Day After Tomorrow                 | Igen       | Igen       | Igen       |
| 2007 |                                   | 'Trade                                 | Nem        | Nem        | Igen       |
| 2008 | I. e. 10 000                      | 10,000 BC                              | Igen       | Igen       | Igen       |
| 2009 | 2012                              | 2012                                   | Igen       | Igen       | Vezető     |
| 2011 | Anonymous                         | Anonymous                              | Igen       | Nem        | Igen       |
| 2011 |                                   | Hell                                   | Nem        | Nem        | Vezető     |
| 2012 |                                   | Last Will & Testament (dokumentumfilm) | Nem        | Nem        | Vezető     |
| 2013 | Az elnök végveszélyben            | White House Down                       | Igen       | Nem        | Igen       |
| 2015 | Stonewall                         | Stonewall                              | Igen       | Nem        | Igen       |
| 2016 | A függetlenség napja – Feltámadás | Independence Day: Resurgence           | Igen       | Igen       | Igen       |
| 2019 | Midway                            | Midway                                 | Igen       | Nem        | Igen       |
| 2022 | Moonfall                          | Moonfall                               | Igen       | Igen       | Igen       |
| 2022 | A varázsfuvola                    | The Magic Flute                        | Nem        | Nem        | Igen       |

### Televízió
| Év        | Magyar cím | Eredeti cím          | Feladatkör | Feladatkör | Feladatkör      | Megjegyzések |
| Év        | Magyar cím | Eredeti cím          | Rendező    | Író        | Vezető producer | Megjegyzések |
| --------- | ---------- | -------------------- | ---------- | ---------- | --------------- | ------------ |
| 1980      |            | Altosax              | Nem        | Igen       | Nem             | tévéfilm     |
| 1997–1998 | A látogató | The Visitor          | Nem        | Igen       | Igen            |              |
| 1998–2000 |            | Godzilla: The Series | Nem        | Nem        | Igen            |              |
| 2012      |            | Dark Horse           | Igen       | Igen       | Igen            | tévéfilm     |
| 2024      |            | Those About to Die   | Nem        | Igen       | Nem             |              |